# Núria Olivé
Núria Olivé Vancells (* 20. August 1968 in Barcelona) ist eine ehemalige spanische Hockeyspielerin. Sie gewann 1992 die olympische Goldmedaille.

## Sportliche Karriere
Núria Olivé begann ihre Karriere bei Atlètic Terrassa. Danach spielte sie beim Línia 22 Hoquei Club in Terrassa und beim Júnior Futbol Club in Sant Cugat del Vallès.
Im spanischen Aufgebot für das olympische Hockeyturnier 1992 in Barcelona standen mit Celia Corres, Anna Maiques, Elisabeth Maragall und Núria Olivé vier Spielerinnen vom Júnior Futbol Club. In der Vorrunde siegten die Spanierinnen zweimal und spielten gegen die Deutschen unentschieden, Núria Olíve wurde zweimal eingewechselt. Im Halbfinale besiegten sie die Südkoreanerinnen nach Verlängerung, Olivé kam in der 54. Minute ins Spiel. Im Finale gegen die Deutschen ging es ebenfalls in die Verlängerung. In der 83. Minute erzielte Elisabeth Maragall nicht aus einer Strafecke, sondern aus einer Spielsituation heraus den Siegtreffer zum 2:1. Olivé war in der 80. Minute eingewechselt worden.